# 雨宮清
雨宮 清（あめみや きよし、1947年3月7日 – ）は、日本の実業家。山梨県生まれ。株式会社 日建・代表取締役会長。

## 来歴
山梨県生まれ。
1961年、加納岩中学を卒業、東京の「鉄道車両」に入社。大型クレーン車整備の仕事に就く。1970年、23歳で郷里に戻り、車両整備会社、車両工業所を設立。1980年、日立建機の特販店、指定工場となり、山梨日立建機株式会社を経て、2013年6月1日より株式会社 日建に社名変更した。現在、社員86名で建設機械を扱っている。
1994年、雨宮は内戦が終結したばかりのカンボジアの復興に建設機械が必要と見て、ビジネスチャンスを求めて渡航。そこで、地雷によって膝から下をなくした自分の母と同じ年頃の老婆から「あなた日本人でしょう。どうか私たちを助けて下さい。」と乞われた事が、雨宮を地雷除去の道へ誘うきっかけとなった。帰国後、1995年に対人地雷除去機開発プロジェクトを立ち上げ。
以来、9億5千万という莫大な開発費をつぎ込み、1998年対人地雷除去機の1号機「ロータリーカッター式対人地雷除去機」が完成した。作業中には、目の前で地雷が爆発して耳を損傷（この影響で、現在も右耳は聞こえない）したほか、アフガニスタンではタリバンに拘束され、銃を突き付けられるなど、常に死と隣り合わせの仕事だった。開発当初は現地の人達に信用してもらえず、地雷除去後の土地を自らが裸足で歩き回るというパフォーマンスをした事もある。
1998年の供給開始以来、2020年時点までに累計137台の日建製対人地雷除去機が、日本政府から国連やNGOを通じてカンボジア、アフガニスタン、ニカラグア、アンゴラ等で使われている。地雷除去の他、不発弾の処理、灌木の伐採にも使用されているが、これは、アタッチメントの付け替えで、農地や宅地の造成、穀物の収穫、種まきにも活用できるという多目的機械でもある。その後、「地雷のない平和な大地」と「対人地雷埋設国の国民の経済的自立」を目的に活動を続けている。

## 受賞
- 2001年11月27日（財）ソロプチミスト財団より『千嘉代子賞』を受賞[6]
- 2001年5月26日(社）日本善行会　会長　鈴木俊一より国際交流、国際貢献の分野で表彰を受賞[要出典]
- 2003年6月22日　国際連合UNMAPA(国連アフガニスタン地雷対策プログラム)より技術、部品提供に関する貢献の表彰を受賞[7]
- 2004年9月24日（財）山人会より『第18回 前田晃 文化賞』を受賞[2]
- 2005年6月24日　カンボジア王国より人道支援、機材供与に対する表彰を受賞[3]
- 2006年2月7日　（財）日本フィランソロピー協会より『第3回日本フィランソロピー大賞特別賞地球共生賞』を受賞[2]
- 2007年4月11日　講談社より『吉川英治文化賞』を受賞[2]
- 2007年4月23日　『国際UNIVERSAL Design優秀賞』を受賞[7]
- 2007年9月24日　国連開発計画(UNDP)DEＶNET協会より『国連開発DEVENET賞』を受賞[2]
- 2007年9月27日　日立製作所より『第5回Inspiration of the Year賞』を受賞[7]
- 2007年11月13日　社会貢献支援財団より『社会貢献賞』を受賞[1]
- 2008年10月23日　朝日新聞社より『朝日企業市民賞』を受賞[2]
- 2009年7月10日　経済産業省より『モノづくり日本大賞 経済産業大臣 優秀賞』を受賞[4]
- 2009年9月4日　特定非営利活動法人SIJより『ソーシャルビジネス賞 最優秀賞』を受賞[2]
- 2009年10月5日　日刊工業新聞社より『超モノづくり部品大賞 機械部品賞』を受賞[要出典]
- 2009年10月7日　日経ビジネス社より『ビジネスイノベーター大賞』を受賞[2]
- 2011年10月27日　読売新聞グループより『第18回 読売国際協力賞 特別賞』を受賞[3]
- 2011年11月20日　山梨県知事より『山梨県功績者 特別感謝状』を受賞[要出典]
- 2015年8月27日　外務省より『平成27年度外務大臣表彰』を受賞[8]
- 2015年　カンボジア王国グラントオフィシエ勲章受章[要出典]
- 2017年7月6日　カンボジア王国グラントクロア勲章受章[要出典]
- 2018年5月8日　カンボジア王国グラントクロア勲章受章(2回目)[要出典]
- 2018年4月29日　旭日双光章受章[9]
- 2022年11月20日　山梨県県政功績者表彰

【テレビ番組】
- NHK『地雷除去に挑む』、『アフガニスタンに平和な大地を』[2]
- NHKワールドサイエンスビュー『J-Innovator Landmine Clearance Machine』
- テレビ朝日『アフガニスタン地雷との戦い』
- BS朝日『菅原明子の地球大好き未来便』
- CNBC『世界の地雷原に挑戦ーカンボジア』
- ニカラグア放送テレビ『ニカラグア地雷除去活動』
- TBS『夢の扉』[2]
- 日本テレビ『笑ってこらえて「世界で活躍する日本人」』
- BS日テレ『財部誠一のTBL特集「地雷と戦うニッポンの技術力」』[2]
- フジテレビ『ベストハウス１２３・・・「世界の救世主と言われる日本人」』
- コロンビア国営放送『日本からの地雷除去機』[2]
- テレビ東京『ガイアの夜明け』[2]、『カンブリア宮殿「日本製の誇りを売れ！ 命がけの超・現場主義」』[2][10]、『世界を変える100人の日本人』、『戦士の逸品』
- BBC（BBCワールド）『匠　J-Innovators Landmine Clearing Machine』
- NHKインターナショナル『BEGIN　Japanology』
- テレビ東京『ガイアの夜明け20「あの主人公はいま...」地雷除去機で世界を救う技術者』
- NHKワールド『JAPAN’S TOP INVENTIONS：  Landmine Clearance Machines 』他

【ラジオ番組】
- 文化放送『サヘル・ガーデン』
- 山梨放送『Global Thinking Radio Bar』
- 東京FM『フロンティアーズ　明日への挑戦』、『命がけで地雷除去する男をリサーチせよ』
- NHK『NHKラジオ高校講座「政治・経済」』
- ニッポン放送『菅原文太　日本人の底力』他

## 日建製対人地雷除去機の稼働状況
- 2000年 1カ国で2台（カンボジア2台）[3]
- 2007年 6カ国で56台（ベトナム20台、カンボジア・タイ26台、アフガニスタン5台、ニカラグア3台、アンゴラ2台）[1]
- 2009年 9カ国で78台[4]
- 2020年 11カ国で137台[5]